# روكيتساني
روكيتساني (بالتشيكية: Rokycany)‏ هي بلدة في إقليم بلزن في جمهورية التشيك، وهي مركز مقاطعة روكيتساني.
يبلغ عدد سكان هذه البلدة 14,299 حسب إحصاء في سنة 2006.

## توأمة
لروكيتساني اتفاقيات توأمة مع:
- غرايتس

## أعلام
- اوندريج سينك
- فيرا بيلا
- أنطونين كرافت

## اقرأ أيضاً
- مقاطعة روكيتساني